# Claës König (1913–2012)
Claës Erik Carl Cson (Claesson) König, född 19 april 1913 i Stockholm, död 20 juli 2012, var en svensk diplomat och jurist.

## Biografi
König avlade juris kandidatexamen i Stockholm 1940 och tjänstgjorde vid Södra Roslags domsaga samma år. Han blev attaché vid Utrikesdepartementet (UD) 1941 och tjänstgjorde samma år i Bern. König tjänstgjorde därefter i Lissabon 1943, var andre sekreterare vid UD 1946, i Reykjavik 1947, vid UD 1947, förste sekreterare vid UD 1950, i Mexico City 1950, i Rom 1954 och ambassadråd i Oslo 1957–1961. Han var därefter byråchef vid UD 1961, protokollchef vid UD med ministre plénipotentiaires ställning 1963–1967, sändebud i Alger 1968–1972 samt sidoackrediterad i Bamako och ambassadör i Guatemala 1972–1976 med sidoackrediteringar i Managua, San José, San Salvador och Tegucigalpa. Han var därefter generalkonsul i Berlin 1976–1979.
König var son till hovstallmästare Claës König och grevinnan Ebba Wachtmeister. Han gifte sig 1941 med Louise Boheman (1920–2013), dotter till ambassadör Erik Boheman och grevinnan Gunilla Wachtmeister. König är begraven på Nyaste kyrkogården vid Allerums kyrka.